# Мукасей Єлизавета Іванівна
Єлизавета Іванівна Мукасей (до шлюбу Ємельянова; 16 [29] березня 1912, Уфа — 19 вересня 2009, Москва) — радянська розвідниця (під кодовою назвою Ельза) та нелегал. Почесна співробітниця держбезпеки, підполковник. Разом із своїм чоловіком Михайлом Мукасеєм (кодове ім'я якого було Зефір), вона брала участь у ряді таємних операцій у Західній Європі та США з 1940-х по 1970-ті роки.

## Біографія
Будучи ще дитиною, наприкінці 1917 року вона зі своїми батьками переїхала в Ташкент, рятуючись від голоду. У 1929 році після закінчення середньої школи вона вступила на біологічний факультет Ленінградського університету. Після закінчення університету Єлизавета Іванівна працювала спочатку на фабриці, а потім займала посаду директора школи робітничої молоді (1939 рік).
1939 — 1943 роки — перебувала в службовому відрядженні в США в місті Лос-Анджелесі Єлизавета Іванівна разом зі своїм чоловіком — розвідником-нелегалом Михайлом Ісааковичем Мукасеєм.
1943 — 1949 роки — працювала секретарем Художньої ради МХАТу.
Після завершення проходження спеціальної підготовки під псевдонімом «Ельза» (з 1955 року по 1977 рік) працювала 22 роки разом з чоловіком за кордоном. Виконувала обов'язки звязкового своєму чолову. Під час своєї роботи за кордоном разом з чоловіком здійснювала поїздки по країнах Європи з метою отримання розвідувальної інформації, яка отримала високу оцінку Центру.
Після повернення в СРСР в 1977 році Єлизавета Іванівна навчала молоді кадрів розвідки. Вона є авторкою багатьох підручників і навчальних посібників для розвідницької школи.
В співавторстві зі своїм чоловіком написала книгу спогадів про роботу і життя за кордоном протягом 30 років — «Зефір і Ельза».
Син Єлизавети Іванівни — Анатолій Михайлович Мукасей, радянський і російський кінооператор. Невістка — акторка і кінорежисерка Дружинина Світлана Сергіївна. Онук — кінооператор Михайло Анатолійович Мукасей.
Померла в Москві 19 вересня 2009 року. Похована поруч з чоловіком на Хованському кладовищі.

## Нагороди
Єлизавета Іванівна Мукасей була почесним співробітником держбезпеки. За свою службу і за видатні заслуги вона була нагороджена багатьма медалями, в тому числі медаллю «За бойові заслуги». Вона лауреат премії Юрія Андропова, присудженої за їй видатний внесок у справу забезпечення безпеки Російської Федерації.